# Койнигг, Хельмут
Хе́льмут Ко́йнигг (нем. Helmut Koinigg, 3 ноября 1948, Вена — 6 октября 1974) — австрийский автогонщик. Погиб, участвуя в Гран-при США 1974 года.

## Биография
Койнигг родился в Вене. В своей ранней карьере он участвовал в автогонках класса «Туризм», Формуле Ви и Формуле Форд. Позднее он нашёл финансы, чтобы занять место в Scuderia Finotto, которые катались на Брэбеме, на его домашнем Гран-при 1974 года, и хотя он провалил квалификацию, это привело к контракту с Сёртисом на две последние гонки сезона.

## Смерть
Во время Гран-при США 1974 года в медленном повороте машину Койнигга заносит на пролитом масле, при том что зрители и механики не замечали никаких механических поломок. Затем, пробив несколько ограждений, его машина ударилась об отбойник. Нижняя часть ограждения была насквозь пробита машиной из-за плохого закрепления, в то время как верхняя выдержала столкновение и фактически обезглавила Койнигга, убив его на месте, при этом машина была остановлена огромными задними колесами.

## Результаты выступлений в Формуле-1

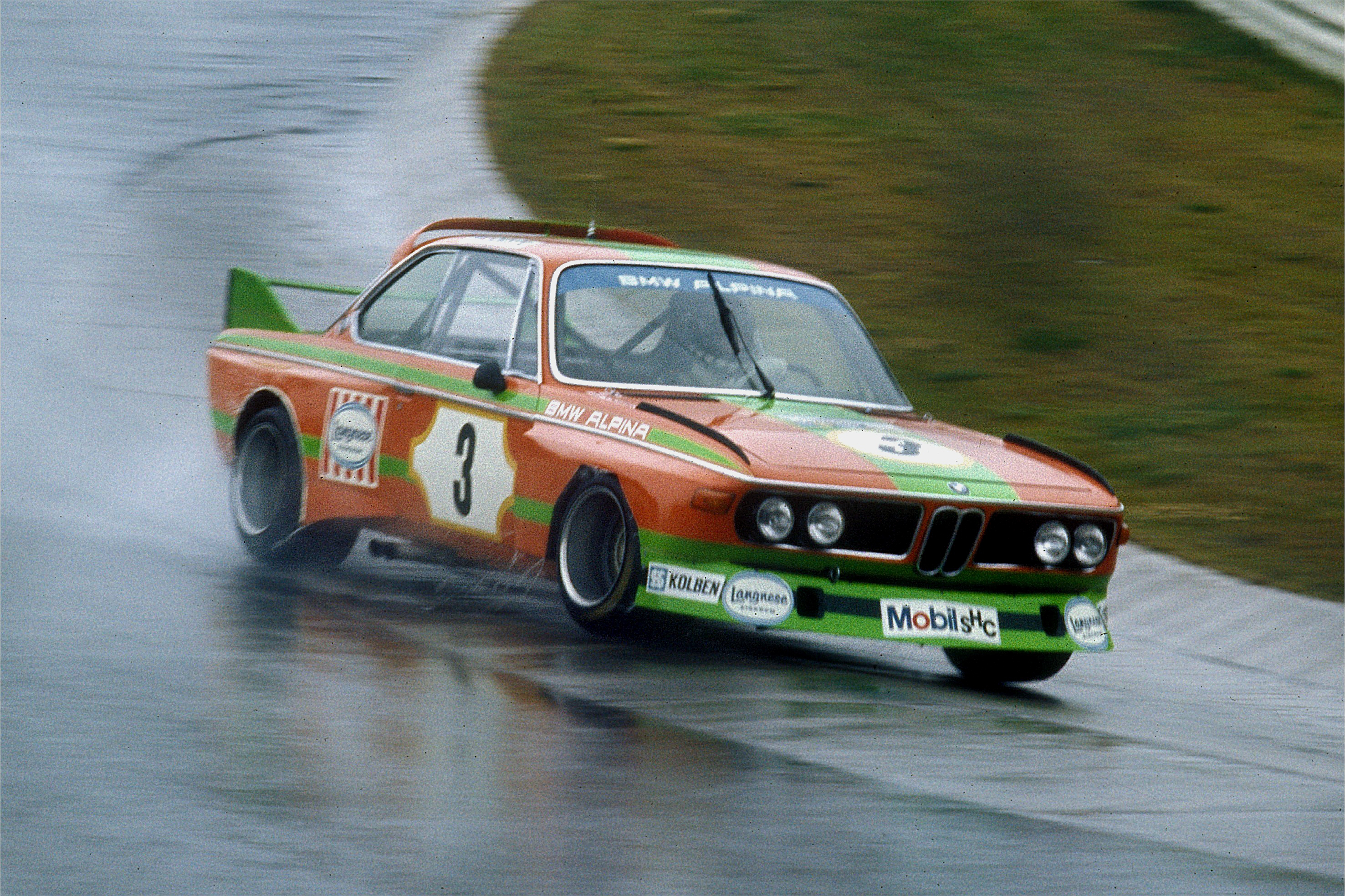
Хельмут Койнигг, BMW Alpina — 13 июля 1974 года.

| Легенда к таблице |                                                                    |
| --- | ------------------------------------------------------------------ |
| В таблице перечислены результаты всех Гран-при Формулы-1, в которых принимал участие гонщик. Строками таблицы являются сезоны, столбцами — этапы чемпионата мира. В каждой клетке указаны сокращённое название этапа и результат, дополнительно обозначенный цветом. Расшифровка обозначений и цветов представлена в нижеследующей таблице. |                                                                    |
| \| Пример \| Описание \| \| ------------ \| ------------------------------------------------------------------ \| \| 1 \| Победитель \| \| 2 \| Второе место \| \| 3 \| Третье место \| \| 5 \| Финишировал, заработав очки \| \| Сход \| Не финишировал, но при этом заработал очки \| \| 12 \| Финишировал, не получив очков \| \| НКЛ \| Финишировал, но не попал в финальную классификацию \| \| 15 \| Участвовал вне зачёта, либо по отдельной классификации \| \| 18 \| Не финишировал, но попал в финальную классификацию \| \| Сход \| Не финишировал \| \| НКВ \| Не прошёл квалификацию \| \| НПКВ \| Не прошёл предквалификацию \| \| ДСК \| Дисквалифицирован \| \| ИСК \| Исключён из протокола соревнований \| \| ТТ \| Заявлен для участия только в тренировках \| \| НС \| Участвовал в квалификации, но не стартовал в гонке \| \| Т \| Травмирован или болен \| \| ОТК \| Отказ от участия \| \| НТР \| Прибыл на соревнования, но на трассу не выезжал \| \| НПР \| Был заявлен в числе участников, но не прибыл к началу соревнований \| \| О \| Соревнования отменены \| \| \| Не участвовал \| \| Поул-позиция \| \| \| Быстрый круг \| \| |                                                                    |
| Пример | Описание                                                           |
| 1 | Победитель                                                         |
| 2 | Второе место                                                       |
| 3 | Третье место                                                       |
| 5 | Финишировал, заработав очки                                        |
| Сход | Не финишировал, но при этом заработал очки                         |
| 12 | Финишировал, не получив очков                                      |
| НКЛ | Финишировал, но не попал в финальную классификацию                 |
| 15 | Участвовал вне зачёта, либо по отдельной классификации             |
| 18 | Не финишировал, но попал в финальную классификацию                 |
| Сход | Не финишировал                                                     |
| НКВ | Не прошёл квалификацию                                             |
| НПКВ | Не прошёл предквалификацию                                         |
| ДСК | Дисквалифицирован                                                  |
| ИСК | Исключён из протокола соревнований                                 |
| ТТ | Заявлен для участия только в тренировках                           |
| НС | Участвовал в квалификации, но не стартовал в гонке                 |
| Т | Травмирован или болен                                              |
| ОТК | Отказ от участия                                                   |
| НТР | Прибыл на соревнования, но на трассу не выезжал                    |
| НПР | Был заявлен в числе участников, но не прибыл к началу соревнований |
| О | Соревнования отменены                                              |
| | Не участвовал                                                      |
| Поул-позиция |                                                                    |
| Быстрый круг |                                                                    |

| Сезон | Команда          | Шасси        | Двигатель   | Ш | 1   | 2   | 3   | 4   | 5   | 6   | 7   | 8   | 9   | 10  | 11  | 12      | 13  | 14     | 15       | Место | Очки |
| ----- | ---------------- | ------------ | ----------- | - | --- | --- | --- | --- | --- | --- | --- | --- | --- | --- | --- | ------- | --- | ------ | -------- | ----- | ---- |
| 1974  | Scuderia Finotto | Brabham BT42 | Cosworth V8 | G | АРГ | БРА | ЮАР | ИСП | БЕЛ | МОН | ШВЕ | НИД | ФРА | ВЕЛ | ГЕР | АВТ НКВ | ИТА |        |          | НКЛ   | 0    |
| 1974  | Surtees          | TS16         | Cosworth V8 | F |     |     |     |     |     |     |     |     |     |     |     |         |     | КАН 10 | США Сход | НКЛ   | 0    |